# La Légende de Mor’du
 (juillet 2025).
Pour plus de détails, voir Fiche technique et Distribution.
La Légende de Mor’du est un court-métrage d'animation américain des studios Pixar réalisé par Brian Larsen en 2012. Il est associé au long métrage Rebelle.

## Résumé
En énumérant les choix de potions à un visiteur dans sa hutte, une sorcière se remémore une légende qu'elle se met à raconter.
Un roi ayant quatre fils, décide de partager son royaume en quatre, plutôt que de le léguer au fils ainé. Après sa mort, l'ainé se sent lésé, et déclare donc la guerre à ses frères. La guerre piétine, alors pour précipiter l'issue, il se rend chez une sorcière pour obtenir une potion qui changerait son destin.
Celle-ci lui prépare une potion qui lui laisse le choix : devenir beaucoup plus fort ou réparer les liens familiaux. Il réunit alors ses frères pour leur proposer un traité de paix, mais boit la potion pour devenir plus fort. Il se transforme alors en grand ours noir et assassine ses frères. Lorsqu'il retourne commander son armée, ses hommes ne le reconnaissent pas et l'attaque. L'ours se défend, le royaume sombre dans les ténèbres.
Le visiteur, venu uniquement demander un verre d'eau, s'affole et s'enfuit en courant.

## Fiche technique
- Titre : La Légende de Mor’du
- Titre original : The Legend of Mor’du
- Réalisation : Brian Larsen
- Scénario : Steve Purcell et Brian Larsen
- Photographie : Andrew Jimenez
- Musique : Patrick Doyle
- Montage : Tim Fox
- Producteur : Galyn Susman, Mark Andrews et John Lasseter
- Production : Pixar Animation Studios et Walt Disney Pictures
- Distribution : Walt Disney Studios Distribution
- Format : Couleurs
- Durée : 7 min
- Date de sortie :
  -  États-Unis : 13 novembre 2012

## Distribution

### Voix originales
- Julie Walters : la sorcière
- Steve Purcell : le corbeau
- Callum O'Neill : Wee Dingwall

### Voix françaises
- Cathy Cerda : la sorcière
- Emmanuel Curtil : le corbeau
- Donald Reignoux : le fils Dingwall

### Voix québécoises
- Johanne Garneau : la sorcière
- Martin Watier : le corbeau
- Hugolin Chevrette-Landesque : le fils Dingwall